# VENTX
VENTX (англ. VENT homeobox) – білок, який кодується однойменним геном, розташованим у людей на 10-й хромосомі. Довжина поліпептидного ланцюга білка становить 258 амінокислот, а молекулярна маса — 27 552.
| 10         |  | 20         |  | 30         |  | 40         |  | 50         |
| ---------- |  | ---------- |  | ---------- |  | ---------- |  | ---------- |
| MRLSSSPPRG |  | PQQLSSFGSV |  | DWLSQSSCSG |  | PTHTPRPADF |  | SLGSLPGPGQ |
| TSGAREPPQA |  | VSIKEAAGSS |  | NLPAPERTMA |  | GLSKEPNTLR |  | APRVRTAFTM |
| EQVRTLEGVF |  | QHHQYLSPLE |  | RKRLAREMQL |  | SEVQIKTWFQ |  | NRRMKHKRQM |
| QDPQLHSPFS |  | GSLHAPPAFY |  | STSSGLANGL |  | QLLCPWAPLS |  | GPQALMLPPG |
| SFWGLCQVAQ |  | EALASAGASC |  | CGQPLASHPP |  | TPGRPSLGPA |  | LSTGPRGLCA |
| MPQTGDAF   |  |            |  |            |  |            |  |            |

A: Аланін

C: Цистеїн

D: Аспарагінова кислота

E: Глутамінова кислота

F: Фенілаланін

G: Гліцин

H: Гістидин

I: Ізолейцин

K: Лізин

L: Лейцин

M: Метіонін

N: Аспарагін

P: Пролін

Q: Глутамін

R: Аргінін

S: Серин

T: Треонін

V: Валін

W: Триптофан

Кодований геном білок за функцією належить до білків розвитку. 
Білок має сайт для зв'язування з ДНК. 
Локалізований у ядрі.